# (36100) 1999 RC114
1999 RC114 (asteroide 36100) é um asteroide da cintura principal. Possui uma excentricidade de 0.06805780 e uma inclinação de 7.72101º.
Este asteroide foi descoberto no dia 9 de setembro de 1999 por LINEAR em Socorro.